# Torre de las Llastrias
La Torre de las Llastrias es una montaña de la cordillera Cantábrica ubicada en el macizo central de los Picos de Europa. Mide 2603 metros de altitud. Se localiza entre la Torre del Llambrión (separada de esta por el collado de Tiro Callejo) y la Torre del Hoyo Grande. Administrativamente, pertenece al municipio leonés de Posada de Valdeón.
Existe cierta controversia en cuanto a la altitud de esta montaña, dado que según el mapa del Instituto Geográfico Nacional (IGN), la Torre de las Llastrias mide 2603 m s. n. m. y, según el mapa oficial de Picos de Europa elaborado por Miguel Ángel Adrados, 2621 m s. n. m. No obstante, por comparación con otras elevaciones cercanas, como la Torre del Llambrión, resulta más convincente la primera de las dos mediciones referidas.

## Rutas de acceso
Una de las rutas de montañismo para acceder a la Torre de las Llastrias parte de la estación superior de El Cable, por encima de Fuente Dé (Cantabria). Dicho itinerario transcurre por el PR-PNPE 23, el refugio de Cabaña Verónica, Hoyos Sengros, la Collada Blanca y el Hoyo Trasllambrión.
También se puede ascender a la mencionada cumbre desde la provincia de León por el Hoyo del Llambrión y Tiro Callejo partiendo del refugio de Collado Jermoso.